# Craig Robinson (basketbalcoach)

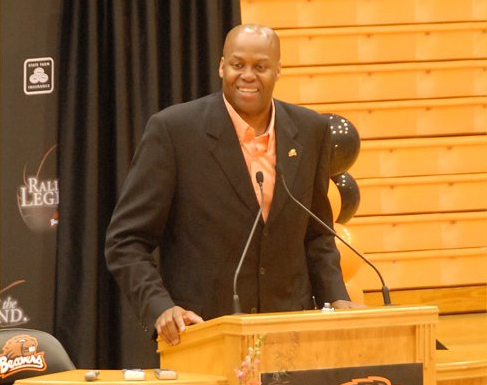
Robinson in 2008

Craig Malcolm Robinson (Chicago (Illinois), 21 april 1962) heeft de leiding over de mannelijke basketbalploeg van de Oregon State University. Voordien had hij dezelfde functie aan de Brown University en als speler had hij een vooraanstaande positie op de Princeton University in de jaren tachtig.
Robinson is de oudere broer van de voormalige first lady van de Verenigde Staten Michelle Obama, die de echtgenoot is van Barack Obama, oud-president van de Verenigde Staten.